# Polia mystica
Polia mystica là một loài bướm đêm trong họ Noctuidae.